# Bud Brisbois
Pour les articles homonymes, voir Brisbois.
 (mars 2025).
Si vous disposez d'ouvrages ou d'articles de référence ou si vous connaissez des sites web de qualité traitant du thème abordé ici, merci de compléter l'article en donnant les références utiles à sa vérifiabilité et en les liant à la section « Notes et références ».
Bud Brisbois (Austin Dean Brisbois), surnommé parfois Rocket Man, est un trompettiste américain de jazz

## Biographie
Bub Brisbois commence l’étude de la trompette à 12 ans. Il étonne vite ses professeurs pour son exceptionnelle maîtrise technique. Il débute à 16 ans dans des orchestres locaux. Il poursuit ses études à « University of Minnesota », puis à la « Westlake School of Music » de Los Angeles.
En septembre 1958, il est engagé par Stan Kenton. Il tient dans l’orchestre le rôle de « screamer » (trompettiste spécialisé dans le registre suraigu) tenu auparavant par Maynard Ferguson. Il enregistre une trentaine d’albums avec Kenton avant de quitter cet orchestre en 1963. Il devient musicien de studio à Los Angeles. Il travaille beaucoup pour la radio et la télévision. Il participe à l’enregistrement de nombreuses musiques de films, d’albums de jazz, de rock, de rhythm and blues, de funk, de country et parfois de musique classique. Henry Mancini, qui le sollicite souvent pour ses prouesses stratosphériques, lui donne le surnom de « Rocket Man ».  Au milieu des années 1960, Bud Brisbois dirige occasionnellement son propre big band (comprenant des musiciens comme Bob Cooper, Jack Nimitz ou Bill Perkins). En 1973, il forme son propre groupe de jazz rock, « Butane », qui se produit pendant deux ans mais n’enregistre aucun album. En 1975, à la suite d'une sérieuse dépression nerveuse, Bud Brisbois arrête la musique et travaille comme vendeur de voitures à Beverly Hills. Il reprend la musique en 1978, jouant un temps avec le groupe de jazz rock Matrix, mais, en juin de la même année, il se suicide.
Entre 1963 et 1975, Bud Brisbois participe à l’enregistrement comme sideman d'une centaine d'albums. On peut l’entendre sur des disques d’Henry Mancini, de Lalo Schifrin, de Nat King Cole, de Duke Ellington, de Lionel Hampton, d'Harry James, de Bud Shank, d'Herbie Hancock, de Frank Sinatra, de Dean Martin, de Tony Bennett, de Neil Diamond, d'Herb Alpert, de Lou Rawls, des Monkees, des Four Freshmen, des Turtles, et du Chicago Symphonic Orchestra.
Boudé par les amateurs de jazz (il est vrai qu'on a pu l'entendre[style à revoir] dans des contextes au goût un peu « douteux »), Bud Brisbois est surtout connu par les trompettistes pour sa remarquable maîtrise du suraigu. Il est avec Maynard Ferguson et Bill Chase, l’un des « screamers » les plus impressionnants des années 1950-1970.

## Discographie partielle

### Avec Willie Hutch
- 1973 : The Mack (Motown)
- 1974 : The Mark of the Beast (Motown)
- 1974 : Foxy Brown (Motown)

### Avec Stan Kenton
- 1959 : Road Show
- 1959 : The Stage Door Swings